# Andrija Živković
Andrija Živković (serb. Андрија Живковић; ur. 11 lipca 1996 w Niszu) – serbski piłkarz, grający na pozycji skrzydłowego pomocnika w greckim klubie PAOK FC oraz w reprezentacji Serbii. Uczestnik Mistrzostw Świata 2018 i 2022.

## Kariera klubowa
W piłkę nożną zaczął grać w Nacionalu Niš. W 2009 trafił do Partizana Belgrad, a w sierpniu 2013 został włączony do pierwszego składu tej drużyny, z którą podpisał trzyletni kontrakt. W klubie tym zadebiutował jednak jeszcze przed podpisaniem umowy. Miało to miejsce 28 kwietnia 2013 w meczu z FK Novi Pazar. W grudniu tegoż roku został uznany najlepszym młodym zawodnikiem rundy jesiennej ligi serbskiej sezonu 2013/2014. 4 marca 2014 został najmłodszym kapitanem klubu w historii (17 lat, 7 miesięcy i 18 dni), pobijając tym samym rekord Nikoli Ninkovicia, który po raz pierwszy pełnił funkcję kapitana, mając 17 lat, 10 miesięcy i 12 dni. W lipcu 2016 podpisał pięcioletni kontrakt z SL Benfica.

## Kariera reprezentacyjna
W reprezentacji Serbii zadebiutował 11 października 2013 w wygranym 2:0 meczu z Japonią, stając się najmłodszym piłkarzem w historii reprezentacji (17 lat i 93 dni). Poprzedni rekord od 17 listopada 1982 należał do Mitara Mrkeli, który zadebiutował w kadrze, mając 17 lat i 130 dni.
W 2015 wraz z reprezentacją do lat 20 zdobył złoty medal mistrzostw świata U-20.